# قانون اساسی آلبانی
قانون اساسی آلبانی در شکل کنونی در ۲۸ نوامبر ۱۹۹۸ تصویب شد. در این قانون آلبانی یک جمهوری پارلمانی تعریف شده است. باتوجه به قانون اساسی کنونی، آلبانی دارای مجلس قانون‌گذاری متشکل از ۱۴۰ نماینده می‌باشد که موظف به انتخاب رئیس حکومت، رئیس‌جمهور آلبانی و شورای وزیران شامل نخست‌وزیر، معاون نخست‌وزیر و دیگر وزرا می‌باشد.